# حسين عبد العليم
حسين عبد العليم كاتب وروائي وقاص مصري توفي في 20 فبراير (شباط) عام 2019.

## أعماله ومؤلفاته
ألف حسين عبد العليم العديد من المؤلفات التي توعت ما بين الروايات القصيرة، والمجموعات القصصية، ومنها:
- مهر الصبا الواقف هناك (مجموعة قصصية): صدرت عام 1990 عن الهيئة المصرية العامة للكتاب بالقاهرة.[2]
- الرجل الذي حاول جمع شتات نفسه (مجموعة قصصية): صدرت عام 1994 عن دار سعاد الصباح للنشر والتوزيع بالقاهرة.
- الأمسيات والضحك والولادة (مجموعة قصصية): صدرت عام 1996 عن الهيئة المصرية العامة لقصور الثقافة بالقاهرة.
- رائحة النعناع (رواية): صدرت عام 2000 عن دار ميريت للنشر والتوزيع بالقاهرة.[3]
- فصول من سيرة التراب والنمل (رواية): صدرت عام 2003 عن دار ميريت للنشر والتوزيع بالقاهرة.[4]
- بازل (رواية): صدرت عام 2005 عن دار ميريت للنشر والتوزيع بالقاهرة.[5]
- سعدية وعبد الحكم وآخرون (رواية): صدرت عام 2006 عن دار ميريت للنشر والتوزيع بالقاهرة.[6]
- المواطن ويصا عبد النور (رواية): صدرت عام 2009 عن دار ميريت للنشر والتوزيع بالقاهرة.[7][8]
- موزاييك (رواية): صدرت عام 2011 عن دار ميريت للنشر والتوزيع بالقاهرة.[9][10]
- زمان الوصل (رواية): صدرت عام 2011 عن دار ميريت للنشر والتوزيع بالقاهرة.[11]
- الروائح المراوغة (رواية): صدرت عام 2016 عن دار ميريت للنشر والتوزيع بالقاهرة.[12]
- إلتماع الخاطرة بالسيرة العاطرة (رواية): صدرت عن دار ميريت للنشر والتوزيع بالقاهرة.[13]
- ألعاب قد  تنتهي إلى ما لا تُحمَد عقباه (مجموعة قصصية)[14]

## وفاته
توفي حسين عبد العليم صباح يوم الأربعاء الموافق 20 فبراير (شباط) من عام 2019 بأحد مستشفيات القاهرة بعد صراع مع المرض.